# Dielkirchen
Dielkirchen ist eine Ortsgemeinde im Donnersbergkreis in Rheinland-Pfalz. Sie gehört der Verbandsgemeinde Nordpfälzer Land an.
Die heutige Gemeinde entstand am 7. Juni 1969 durch Neubildung aus den bis dahin eigenständigen Gemeinden Dielkirchen (damals 575 Einwohner) und Steingruben (damals 87 Einwohner).

## Geographie
Der Ort liegt im Alsenztal im Nordpfälzer Bergland nordwestlich des Donnersbergs ungefähr in der Mitte zwischen Kaiserslautern und Bad Kreuznach direkt an der Bundesstraße 48. Die Gemeinde Dielkirchen besteht aus den Ortschaften Dielkirchen und Steingruben sowie den Weilern Hanauerhof, Hoferhof und Giebelsbacher Hof.

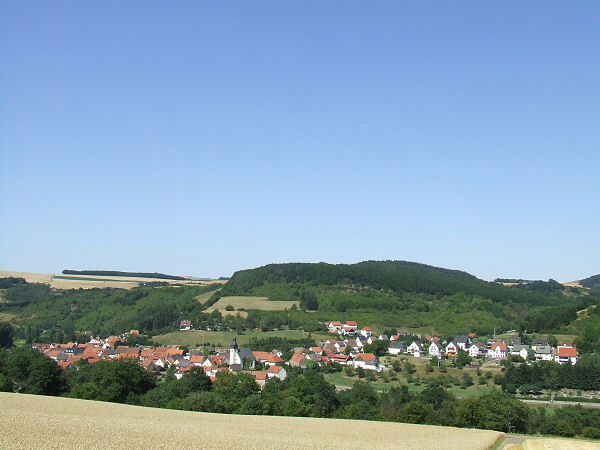
Dielkirchen
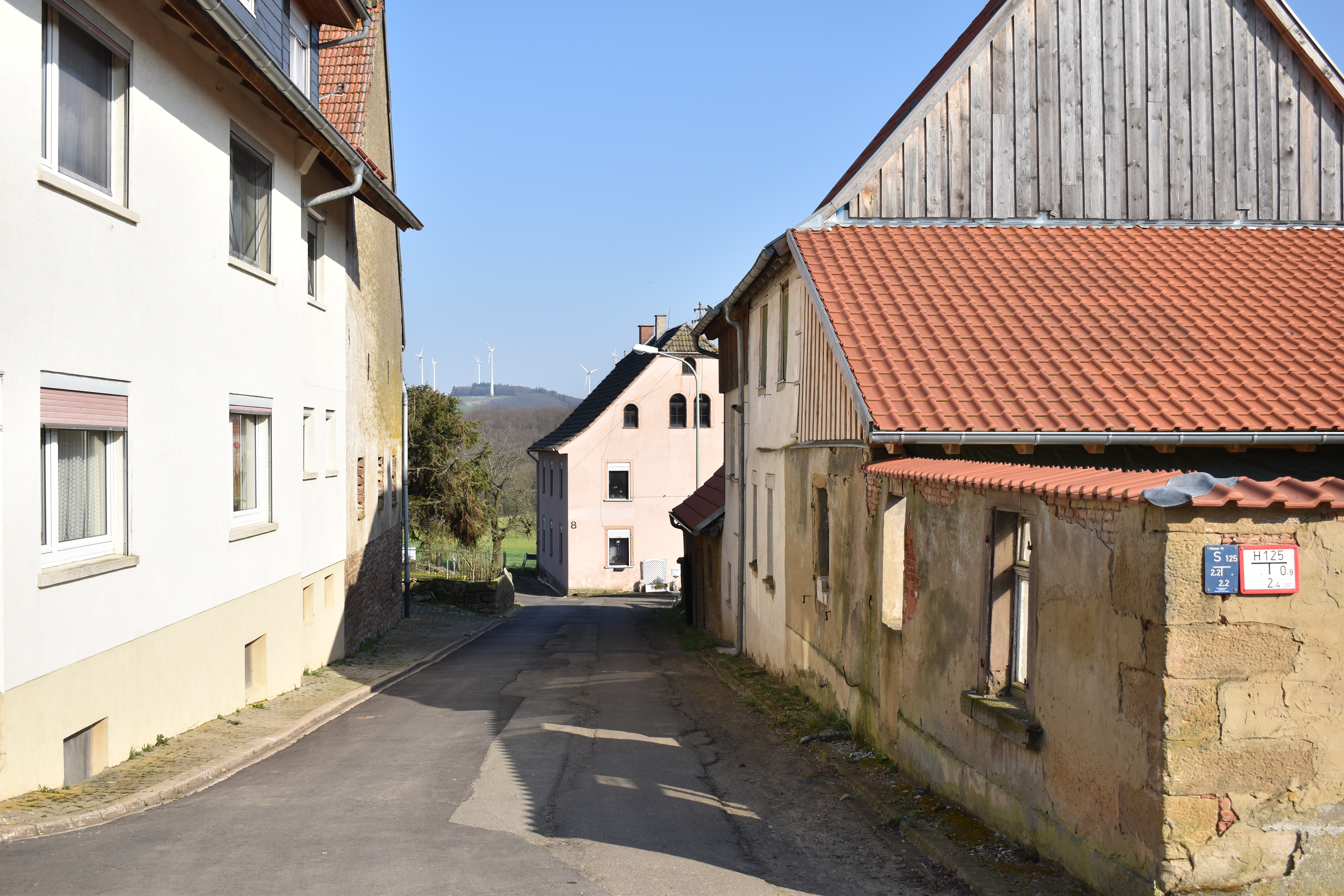
Hoferhof

## Etymologie
Zum Ursprung des Ortsnamens gibt es mehrere Deutungen. Während das Grundwort Kirche unstrittig ist, wird das Bestimmungswort, das eine nähere Bestimmung der Kirche enthält, verschieden gedeutet. Darin wurde der Männername „Tilo“ vermutet. Eine andere Deutung lautet gemäß Pfarrer Stock „Diel = del = Tal = Talkirche, da die Kirche in Dielkirchen auch die einzige im Tal war“. Die Namensform Tilentkiriche in der ältesten Urkunde von 1144 legt es nahe, im Bestimmungswort den Frauennamen Diotlinda oder Thiotlinda bzw. Dietlint zu suchen.

## Geschichte

### Römerzeit
In der Zeit um 50 n. Chr. bis 400 n. Chr. siedelten Römer während ihrer Besatzungszeit im Rheingebiet im Alsenztal und damit in der Nähe von Dielkirchen. Belegt ist dies durch die Funde zweier mit Inschriften versehener Denkmäler in Rockenhausen sowie eines mit Götterdarstellungen versehenen Altares bei Dielkirchen, eines Denksteins bei Mannweiler und durch viele in den umliegenden Dörfern aufgefundene Münzen.

### Mittelalter
Im Jahr 863/64 (nach anderen Angaben 868 oder 872) stifteten Herzog Nantharius und seine Frau Kunigund das Benediktinerinnenkloster Münsterdreisen. Diese Stiftung ist in einer Bestätigung aus dem Jahr 1144 durch den römisch-deutschen König Konrad III. überliefert, der das Kloster an die Prämonstratenser übergab, und unter den gestifteten Gütern auch Dielkirchen (Tilentkiriche) aufführt. Die Dörfer Dielkirchen, Steingruben, Steckweiler, Bayerfeld, Cölln und Menzweiler bildeten die „Herrschaft Stolzenberg“ und wurden auch „Dielkircher Tal“ genannt. Das Kloster Otterberg war im Ort begütert.
Graf Friedrich I. von Veldenz kaufte 1367 einen Teil des Stolzenberger Waldes und ein Drittel der Herrschaft Stolzenberg. Dielkirchen war damit zwei Herren untertan. 1401 ging ein weiteres Drittel der Herrschaft Stolzenberg an Philipp II. von Daun-Oberstein über. Dadurch war Dielkirchen dreiherrig. 1444 erbte Pfalz-Zweibrücken das Veldenzer Drittel. 1456 erwarb Wirich IV. von Daun-Oberstein die Herrschaft Falkenstein. Das Daun’sche Drittel an Stolzenberg wurde der Herrschaft Falkenstein zugeschlagen, welche ab 1458 vom Herzogtum Lothringen lehensabhängig war. Friedrich der Siegreiche zerstörte 1471 Schloss Stolzenburg, 1514/15 erwarb Pfalzgraf Alexander von Pfalz-Zweibrücken ein weiteres Drittel von den Raugrafen und Dielkirchen war wieder zweiherrig. Der nördliche Teil des Dorfes bis zum Grenzbach (= Grenze, im Volksmund „Gretzbach“) gehörte zu Pfalz-Zweibrücken, der Teil südlich des Baches zu Falkenstein.

### Neuzeit
Die Auswirkungen der Reformation waren 1548 spürbar, ab 1621 die Folgen des Dreißigjährigen Krieges, sodass aufgrund von Seuchen und Krankheiten um 1628 nur noch 370 Menschen in Dielkirchen lebten. 1635 war die Gegend gänzlich entvölkert, die Pfarrei „steht 4 Jahre ledig“. 1654 gab es im Dielkircher Tal einen Bauernaufstand. Ursache waren sowohl drückende Abgaben als auch andauernde kriegerische Raubzüge infolge des Krieges. Die finnischen Grafen Lewenhaupt verkauften 1667 Falkenstein (und damit einen Teil Dielkirchens) an Herzog Karl IV. von Lothringen, 1669 wurde sein Sohn Karl Heinrich von Vaudémont neuer Eigentümer der Herrschaft Falkenstein. Die Kirche wurde im Jahr 1738 erbaut. Durch die Heirat Franz Stephans von Lothringen mit Kaiserin Maria Theresia kam Falkenstein, und damit ein Teil Dielkirchens, 1736 zum vorderösterreichischen Oberamt Winnweiler, wo es bis 1801 verblieb.

#### Französische Zeit
1792 besetzten französische Truppen im Ersten Koalitionskrieg die Pfalz, ein Jahr später quartierten sich Kommissäre mit militärischer Begleitung in Dielkirchen ein und machten die Ablegung des Eides auf die neuen Herren zur Bedingung für ihren Abzug. Die hohen Kosten für die Gemeinde durch die Einquartierung zwangen die Bewohner zum Eidschwur. In der Folge kam es ein Jahr später im Winter 1793/94 sowohl in der Herrschaft Falkenstein als auch in Dielkirchen zu Plünderungen und Brandschatzungen durch französische Truppen, die etwa am 31. Dezember 1793 die Orte der Grafschaft Falkenstein überfielen. In einem Aufruf zur Unterstützung der Beraubten heißt es in einem Bericht: „Erst plünderten die Franzosen die Scheunen, die Böden, die Früchte und Vorräte, dann drangen sie in die Ställe, schleppten das Vieh auf die Straße und schlachteten es vor den Augen der jammernden Eigentümer. Gerätschaften luden sie auf mitgebrachte Wagen. Was zum Fortschaffen zu zerbrechlich war, wurde zerschlagen. Die Esswaren, die sie nicht wegbringen konnten, vernichteten sie mutwillig. Den Wein, den sie nicht tranken, ließen sie auslaufen und zerschmetterten die Fässer. Bares Geld forderten sie mit gezücktem Dolch oder mit gespannter Pistole ab. Zum Schlusse rissen sie den armen Untertanen die Kleider vom Leib.“ Von Dielkirchen selbst berichtet die Beschreibung des Pfarrers:
„Etliche Tage vor dem 06.01.1794, dem Feste der heiligen Drei Könige, sind mehrere französische Offiziere das Alsenztal hinuntergeritten. Wahrscheinlich von mitleidigen Gefühlen getrieben, haben sie sich einzelnen Bürgern genähert und sie von einer bevorstehenden Plünderung in Kenntnis gesetzt mit ungefähr diesen Worten: ‚Ihr lieben Leute, sucht soviel wie möglich eurer Habe zu verstecken, es gibt eine große Plünderung, da wird alles mitgenommen, was zu kriegen ist.‘ Die Dielkirchner taten wie geraten. Der Raubzug, Militär und Zivil, ist dann auch am 6. Januar gekommen und hat das Tal bis Hochstätten durchzogen. Die Betten und das Leinenzeug, was die Plünderer nicht mitnehmen konnten, haben sie auf der Au zusammengetragen und verbrannt.“
Ab Anfang Februar mussten sich die französischen Truppen vor den Preußen zurückziehen; ab Mitte Oktober war die ganze Gegend wieder im Besitz der Franzosen. Schließlich schlossen Preußen und Frankreich 1795 den Separatfrieden von Basel. Die Pfalz und somit Dielkirchen wurde dabei französisch, jedoch wurde dieser Waffenstillstand gebrochen und es kam zu Kämpfen in der Gegend. Die Franzosen besetzten 1797 Stadt und Festung Mainz. Die linksrheinischen Gebiete wurden der französischen Verwaltung unterstellt. Dielkirchen gehörte nun zum Département du Mont-Tonnerre (Departement Donnersberg) und nach einer Verwaltungsneugliederung zum Kanton Rockenhausen. Ein Jahr später mussten erneut sämtliche Bewohner den Eid auf die erste Französische Republik schwören.
1813 besiegten Preußen, Russen und Österreicher die Franzosen in der Völkerschlacht bei Leipzig. In der Neujahrsnacht 1814 überquerte Marschall Blücher den Rhein und Ende Januar 1814 waren die linksrheinischen Gebiete von den Franzosen geräumt.

#### Bayerische Zeit
1816 kam die Pfalz und somit das Dielkircher Tal zum Königreich Bayern. 1818 kam es zur Vereinigung der Lutheraner und der Reformierten zu einer Kirchengemeinschaft. Am 1. Advent dieses Jahres wurde die Union kirchlich gefeiert. Die Bevölkerungszahl wuchs im 19. Jahrhundert und es wurde die Freiwillige Feuerwehr Dielkirchen gegründet.

#### Die Weltkriege

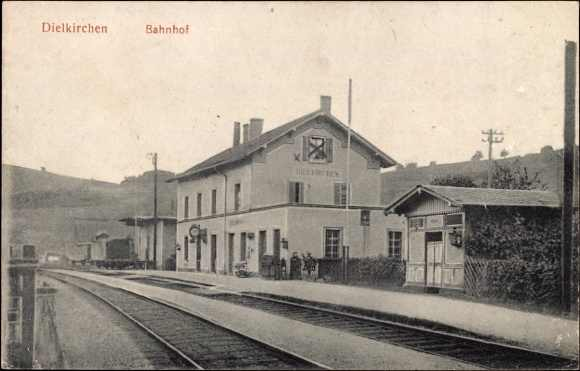
Bahnhof Dielkirchen um 1919 der Alsenztalbahn

Der Erste Weltkrieg von 1914 bis 1918 forderte in Dielkirchen 24 Menschenleben. Am 1. Juli 1917 läutete zum letzten Mal die kleine Glocke der Kirche. Sie wurde am 2. Juli abgenommen und der Kriegsverwaltung übergeben. Die Inschrift lautete: „Eigentum der prot. evangel. Kirchen zu Dielkirchen, gegossen von A. Hamm, Frankenthal 1858“. Ihre Höhe betrug 46 cm, der untere Umfang 167 cm und der obere Umfang 95 cm. Das Gewicht betrug 47 kg und es wurden dafür 387 Mark bezahlt. Der Betrag war als Glockenfonds bei der Bezirksverzinsungskasse Rockenhausen angelegt. Nach der Niederlage Deutschlands besetzten die Franzosen das Gebiet links des Rheins erneut und französische Truppen wurden erstmals am 7. Dezember 1918 einquartiert. Im Juli 1930 war der Ort nach 12 Jahren der Besatzung wieder frei von fremden Truppen. Bei der Kommunalwahl 1933 verhinderte die NSDAP die Amtseinführung des bereits gewählten Bürgermeisters und setzte einen Bürgermeister der eigenen Partei ein, das Rathaus wurde zwei Jahre später neu gebaut. 1939 stürzte aus ungeklärter Ursache ein Flugzeug der deutschen Luftwaffe nahe Dielkirchen ab. 1942 traf ein wahrscheinlich britischer Bomberverband mit einer Brandbombe Dielkirchen. Es entstand erheblicher Schaden. Bei Beendigung des Zweiten Weltkrieges zählte man in Dielkirchen 47 Gefallene und Vermisste.

#### Nachkriegszeit und Gegenwart
Dielkirchen wurde nach dem Krieg Teil der französischen Besatzungszone und 1946 in das neu gebildete Land Rheinland-Pfalz eingegliedert. Im Zuge der ersten rheinland-pfälzischen Verwaltungsreform wechselte 1969 die gleichzeitig durch die Vereinigung des ursprünglichen Dielkirchen mit Steingruben neu gebildete Gemeinde in den ebenfalls neu geschaffenen Donnersbergkreis. 1972 wurde sie der neu gebildeten Verbandsgemeinde Rockenhausen zugeschlagen, die 2020 mit der Verbandsgemeinde Alsenz-Obermoschel zur Verbandsgemeinde Nordpfälzer Land fusionierte.

## Politik

### Ortsbürgermeister
Karin Cramme-Renner ist seit dem 18. April 2023 Ortsbürgermeisterin von Dielkirchen.
Cramme-Renners Vorgänger Werner Maximilian Lieb hatte das Amt im August 2019 übernommen. Bei der Direktwahl am 26. Mai 2019 war er für fünf Jahre gewählt worden. Lieb wurde damit Nachfolger von Ralf Mayer, der nach 15 Jahren im Amt nicht erneut kandidiert hatte. Im Alter von 59 Jahren verstarb Lieb am 23. November 2022 nach schwerer Krankheit während seiner laufenden Amtszeit.

### Wappen
| Wappen von Dielkirchen | Blasonierung: „Links geschrägt von Schwarz und Gold; rechts ein schreitender goldener Löwe, rot bewehrt und rot bezungt, links ein rotes Schräggitter.“ |
| Wappen von Dielkirchen | Wappenbegründung: Das Wappen zeigt als Wahrzeichen der beiden ehemaligen Ortsherren in Schwarz einen goldenen Pfälzer Löwen für Pfalz-Zweibrücken und in Gold das schräge rote Gitter der Herren von Daun. Im Jahr 1939 wurde der Gemeinde das noch heute bestehende Wappen verliehen. |

## Kultur und Sehenswürdigkeiten

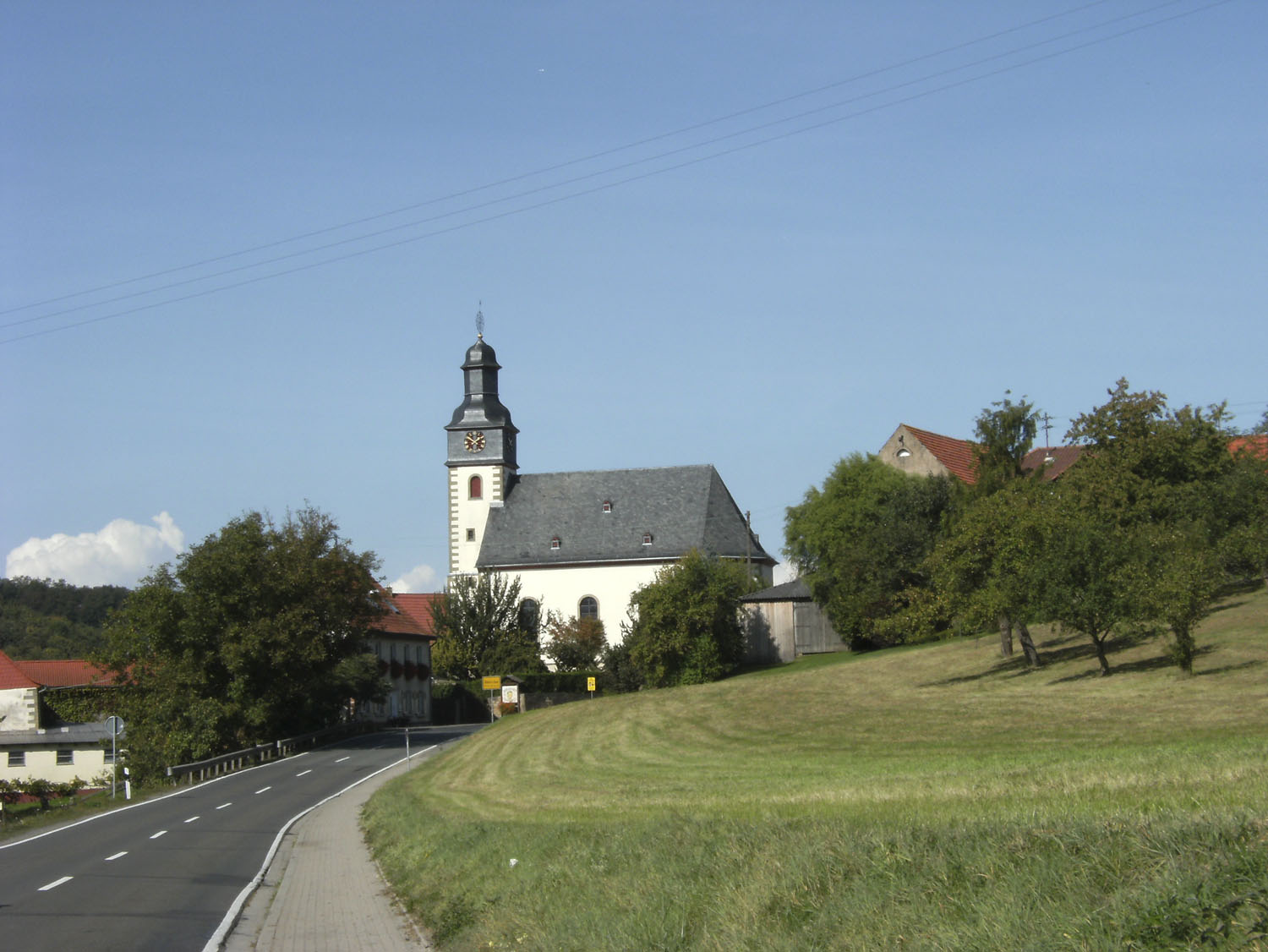
Protestantische Kirche Dielkirchen (2011)

In der Denkmalliste des Landes Rheinland-Pfalz (Stand: 2018) werden folgende Kulturdenkmäler genannt:
- Denkmalzone in der Haupt-/Rathausstraße mit einer ortsbildprägenden Gebäudegruppe aus protestantischer Pfarrkirche (barocker Saalbau, bezeichnet 1738), spätklassizistischem Schulhaus (1875), Rathaus (Mitte der 1930er Jahre) und zwei weiteren Häusern
- Denkmalzone Alter jüdischer Friedhof (angelegt im frühen 19. Jahrhundert, erweitert um 1900, belegt bis 1921 (danach wurde der Neue jüdische Friedhof belegt))
- Brücke über die Alsenz (bezeichnet 1890)
- Ehemalige Dorfmühle mit Mühlgraben (bezeichnet 1799)
- Ein Hof und ein Haus in der Hauptstraße aus dem 18. Jahrhundert
- Ein nachbarockes Wohnhaus mit Krüppelwalmdach in Steingruben (bezeichnet 1821)

## Verkehr
Dielkirchen liegt an der Bundesstraße 48, die im Ort von der Landesstraße 385 gekreuzt wird.
Jenseits der Alsenz verläuft parallel zum Fluss die Alsenztalbahn. Der Bahnhof Dielkirchen wurde allerdings in den 1980er Jahren mangels Rentabilität aufgelassen. Die nächstgelegenen Bahnhöfe befinden sich in der Stadt Rockenhausen (Entfernung vier Kilometer) und in der Ortsgemeinde Alsenz (acht Kilometer).
Der Alsenz-Radweg führt an Dielkirchen vorbei.

## Söhne und Töchter der Gemeinde
- Fritz Baumgärtner (1897–1957), Politiker (KPD)
- Gunther Kuhns (* 1961), zweifacher Deutscher Meister im Ordonnanzgewehr